# Округ Нимаха (Небраска)
Округ Нимаха (енгл. Nemaha County) је округ у америчкој савезној држави Небраска.

## Демографија
По попису из 2010. године број становника је 7.248, што је 328 (-4,3%) становника мање него 2000. године.
| Група             | 2000.         | 2010.         |
| Белци             | 7.358 (97,1%) | 6.939 (95,7%) |
| Афроамериканци    | 27 (0,4%)     | 63 (0,9%)     |
| Азијати           | 45 (0,6%)     | 31 (0,4%)     |
| Хиспаноамериканци | 76 (1,0%)     | 133 (1,8%)    |
| Укупно            | 7.576         | 7.248         |